# تصميم صعودي ونزولي
التصميم الصعودي أو التصميم من أسفل لأعلى (بالإنجليزية: bottom-up) والتصميم النزولي أو التصميم من أعلى لأسفل (بالإنجليزية: Top-down)، وأحيانا التنزيل (بالفرنسية: Approche descendante) من الإستراتيجيات التي تستخدم في معالجة المعلومات وترتيب المعرفة وغالبا ما تتطلب استخدام البرمجيات ونظريات إنسانية وعلمية كذلك (انظر نظاميات). ويمكن النظر إلى هاتين الطريقتين عمليا كنظامي تفكير وتعليم. تستخدم طريقة التصميم من أعلى إلى أسفل في كثير من الحالات كمرادف لمصطلح التحليل أو تقسيم المشكلة إلى وحدات صغيرة بينما تستخدم طريقة التصميم الصعودي مرادفًا لمفهوم التخليق أو الاصطناع.
إن طريقة التصميم النزولي (وتعرف أيضا بالتصميم المتدرج) هي أساسا تحليل النظام بهدف اكتساب المعرفة بالنظم الفرعية التركيبية الخاصة به. تصاغ النظرة العامة للنظام في طريقة التصميم النزولي بحيث تحدد ولا تفصل أي أنظمة فرعية من المستوى الأول. تتم بعد ذلك تنقية النظام الفرعي بتفصيل أكبر وأحيانا في مستويات فرعية إضافية إلى أن يتم تقليص كامل المواصفات إلى العناصر الأساسية. غالبا ما يتم تحديد مواصفات نموذج التصميم من أعلى إلى أسفل بمساعدة «الصناديق السوداء» مما يساعد في تسهيل معالجتها. ومع ذلك قد يفشل اختبار الصناديق السوداء في توضيح الآليات الأساسية لعمل هذه الطريقة أو في أن يكون مفصلا كفاية لتقييم صحة النموذج بشكل واقعي.
أما طريقة التصميم الصعودي فهي دمج أجزاء الأنظمة معا لإنشاء نظم أكثر ضخامة وبهذا يتكون نظام ناشئ هو تجميع للأنظمة الفرعية الخاصة بالأنظمة الأصلية. يتم في هذا التصميم تحديد العناصر الأساسية المنفردة للنظام أولا في تفصيل كبير، من ثم ربطها معا لتكون أنظمة فرعية أكبر حجما، يتم ربطها بدورها مع بعضها على مستويات عدة أحيانا إلى أن يتم تشكيل نظام مكتمل عالي المستوى في النهاية. تشبه هذه الطريقة غالبا نموذج «بذرة» حيث تكون البدايات صغيرة ولكنها تنمو في النهاية لتكون أكثر تعقيدا واكتمالا. على أي حال فقد تتمخض هذه «الإستراتيجيات العضوية» عن تشابك العناصر والأنظمة الفرعية التي يتم تطويرها بشكل معزول لتصبح موضوعا للتحسين المحلي مقابل العمل على التوافق مع غرض عالمي للنظام.

## علم الحاسوب

### تطوير البرمجيات
تلعب طريقتا التصميم النزولي والصعودي دورا رئيسيا في عملية تطوير البرمجيات. تؤكد طرق التصميم من أعلى إلى أسفل على التخطيط والفهم الكامل للنظام. وتتأصل فيها الفكرة التي تقول بأنه لا يمكن البدء بعملية كتابة الشيفرة البرمجية (الكود) إلى أن يتم الوصول إلى مستوى مرض من التفصيل في التصميم ضمن جزء من النظام على الأقل ويتم عمل طريقة التصميم هذه عن طريق ربط البذور عوضا عن الوحدة. يؤخر هذا اختبار وحدات الوظائف النهائية للنظام إلى أن يتم الانتهاء من التصميم ذي الأهمية. تشدد طريقة التصميم الصعودي على عملية كتابة الشيفرة البرمجية ومرحلة الاختبار المبكر والتي يمكن أن تبدأ بمجرد تحديد الوحدة الأولى. تواجه هذه الطريقة خطر أن يتم كتابة شيفرة هذه الوحدات بدون وجود فكرة واضحة عن كيفية ربطها مع الأجزاء الأخرى من النظام إضافة إلى أن مثل هذا الربط قد لا يكون سهلا كما كان متوقعا في البداية. وتعتبر إعادة استخدام الشيفرة البرمجية واحدة من أهم فوائد طريقة التصميم الصعودي.
تمت ترقية التصميم النزولي في السبعينيات من القرن الماضي بواسطة الباحث هارلان ميلز من شركة آي بي أم والباحث نيكلاوس ويرث. طور ميلز مفاهيم البرمجة المهيكلة لتكون صالحة للاستخدام العملي واختبرها في مشروع أنجز في عام 1969 لأتمتة مؤشر تشريح خاص بجريدة نيويورك تايمز. أدى النجاح الهندسي والإداري لهذا المشروع إلى نشر طريقة التصميم النزولي في شركة IBM وباقي مجال صناعة الحاسوب. من ضمن النجاحات الأخرى فإن نيكلاوس ويرث وهو مطور لغة برمجة باسكال قد قام بكتابة الورقة المؤثرة التي تحمل عنوان «تطوير البرنامج عن طريق تنقيح الخطوات». منذ أن مضى ويرث في تطوير لغات مثل مودولا وأوبرين (التي يمكن فيها للمرء تعريف وحدة قبل أن يعرف كامل مواصفات البرنامج) فإننا يمكن أن نستنتج أن البرمجة النزولية لم تكن هي الأمر الذي روج له ويرث بشكل صارم. ولم تتمتع طرق التصميم هذه بنفوذ واسع في هندسة البرمجيات حتى نهاية الثمانينيات وساعدت البرمجة كائنية التوجه في التدليل على الفكرة القائلة بأنه يمكن الاستفادة من كلا المظاهر الخاصة بالتصميم النزولي أو بالعكس.
تضم طرق تصميم البرمجيات الحديثة كلا من الطريقتين ومع أن فهم كامل النظام يعتبرأمرا ضروريا للحصول على تصميم جيد مما يؤدي نظريا إلى طريقة التصميم النزولي فإن معظم مشاريع البرمجيات تحاول أن تستفيد من وجود الشفرة البرمجية إلى حد ما. تمنح الوحدات الموجودة مسبقا نكهة التصميم الصعودي للتصميمات. يمكن أن تستخدم بعض طرق التصميم طريقة يتم معها تصميم نظام شبه وظيفي وكتابة الشيفرة الخاصة به حتى يكتمل النظام ومن ثم يتم توسيع هذا النظام إلى أن يلبي جميع متطلبات المشروع.

### البرمجة

#### طريقة التصميم من أعلى إلى أسفل
إن طريقة التصميم النزولي هي أسلوب برمجي من حيث أنها عماد لغات البرمجة الإجرائية التقليدية التي يبدأ فيها التصميم عن طريق تحديد الأجزاء المعقدة ومن ثم تقسيمها إلى أجزاء أصغر تباعا.
إن التقنية المتبعة في كتابة البرنامج باستخدام طرق التصميم النزولي هي كتابة إجراء يعمل على تسمية كل الوظائف الرئيسية التي يحتاجها. يقوم فريق البرمجة فيما بعد بالاطلاع على متطلبات كل من هذه الوظائف ويتم تكرار هذه العملية. ستقوم هذه الإجراءات الفرعية المجزأة في النهاية بأداء الأفعال بطريقة بسيطة جدا بحيث يمكن كتابة الشيفرة الخاصة بها بسهولة وإيجاز. يكون البرنامج جاهزا لاختباره عندما تتم برمجة مختلف الروتينات الفرعية الخاصة به.
يمكن أن يكون العمل في المستوى المنخفض مستقلا عن طريق تعريف كيفية دمج التطبيق معا في المستوى الأعلى. يمكن تعريف الواجهات بشكل أكثر وضوحا عن طريق تعريف التوقعات الخاصة بتكامل تجريدات المستوى المنخفض مع تلك ذات المستوى الأعلى.

#### طريقة التصميم من الأسفل للأعلى
يتم تحديد عناصر القاعدة المنفردة للنظام في تفصيل كبير في طريقة التصميم الصعودية. يتم ربط هذه العناصر معا لتكون أنظمة فرعية أكبر إلى أن يكتمل النظام. تشبه هذه الطريقة في عملها نموذج «البذرة» حيث تكون البدايات صغيرة ولكنها تنمو لتصبح في النهاية أكثر تعقيدا واكتمالا.
إن البرمجة كائنية التوجه هي نموذج برمجي يستخدم «الكائنات» لتصميم التطبيقات وبرامج الحاسوب.
في الهندسة الميكانيكية التي تحوي برمجيات مثل Pro/ENGINEER وSolidworks وAutodesk يكون بإمكان المستخدمين الذين يتمتعون بروح الابتكار تصميم منتجات على شكل أجزاء لا تنتمي لكامل النظام ومن ثم إضافة هذه القطع معا لتشكل تراكيب مثل تلك المستخدمة في بناء الليجو ويسمي المهندسون هذه الطريقة بالتصميم جزئي القطعة. غير أن لطريقة التصميم الصعودي نقطة ضعف وحيدة وهي أن الحدس الجيد أمر ضروري لتقرير الوظيفة التي يجب أن توفرها الوحدة. فإن كان النظام سيبنى من نظام قائم أصلا فإن هذه الطريقة هي أكثر ملائمة بما أنها تبدأ من وحدات موجودة أصلا.
على كل فإن برنامج Pro/ENGINEER (كما باقي برامج التصميم بالحاسوب CAD) يتوافر على احتمال القيام بالتصميم النزولي باستخدام الطريقة المعروفة باسم الهياكل. وتوجد هياكل عامة تحوي معلومات عن التخطيط الكامل للمنتج ويمكن أن ترث الأجزاء الواجهات والعوامل من هذا التركيب العام. وكمثل الأجزاء فإنه يمكن وضع الهياكل في تسلسل هرمي وبذا يكون من الممكن بناء تخطيط كامل للمنتج قبل تصميم أجزائه.

### التحليل النحوي
التحليل النحوي هو عملية تحليل سلسلة المدخلات (تلك التي تقرؤ من ملف أو من لوحة المفاتيح) بهدف تحديد تركيبه النحوي. تستخدم هذه الطريقة في تحليل كل من اللغات الطبيعية ولغات البرمجة كما في حالة المصرف.
التحليل الصعودي هو إستراتيجية لتحليل علاقات البيانات المجهولة التي تحاول تحديد الوحدات الأكثر جوهرية ومن ثم استنباط التراكيب ذات الرتبة الأعلى منها. على الجهة الأخرى؛ فإن المصرفات التي تعمل نزوليًا تفترض تراكيب عامة خاصة بشجرة الإعراب ومن ثم تأخذ بعين الاعتبار مدى توافق التراكيب الأساسية المعروفة مع الفرضية. انظر التحليل النزولي والتحليل الصعودي.

## تقانة النانو

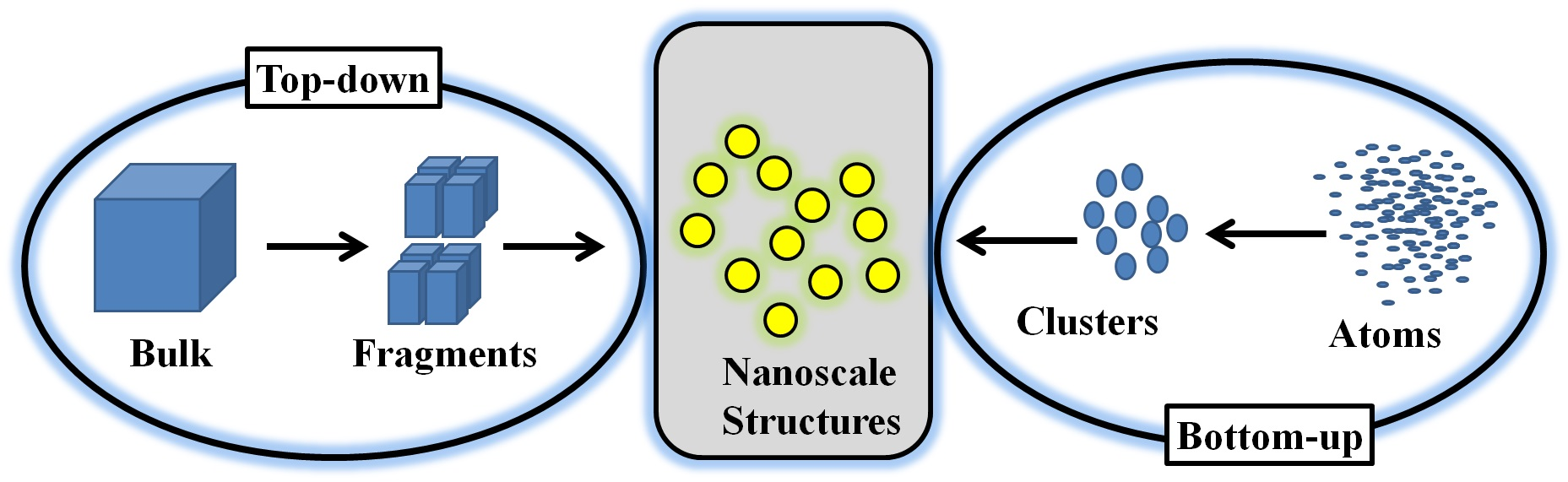
تقنيات تصنيع الجسيمات النانوية

تعتبر طريقتا التصميم هاتين وسيلة لتصنيع المنتجات حيث تم تطبيق هذين المصطلحين في حقل تقانة النانو من قبل معهد فورسايت في عام 1989 من أجل التفريق بين التصنيع الجزيئي (لإنتاج الكائنات الذرية الدقيقة بكميات كبيرة). تحاول طرق التصميم الصعودي أن توجد مكونات أصغر حجما (عادة ما تكون جزيئية) تبنى فوق تجميعات أكثر تعقيدا. بينما تحاول الطرق من أعلى إلى أسفل صنع أجهزة نانوية باستخدام مكونات أكبر حجما يتحكم بها خارجيا من أجل توجيه تجميعها.
تستخدم طريقة التصميم النزولي المشغل التقليدي أو طرق التصنيع الدقيق التي تستخدم فيها الأدوات التي يتحكم فيها خارجيا لتقطيع وطحن وتشكيل المواد بالشكل والترتيب المطلوبين.تندرج تقنيات الزخرفة الدقيقة مثل الطباعة الضوئية وطباعة الحبر النفاث تحت هذا التصنيف.
على النقيض من ذلك؛ تستخدم طرق التصميم الصعودي الخصائص الكيماوية للجزيئات الوحيدة لتسبب تحويل المكونات وحيدة الجزيء إلى: أ-بعض التشكيلات المفيدة المنظمة أو المجمعة ذاتيا أو ب- مكونات معتمدة على التجميع الموضعي. تستفيد هذه الطرق من مبادئ التجميع الذاتي الجزيئي و/أو التعرف الجزيئي. انظر أيضا كيمياء الجزيئات الضخمة.
يجب أن تمتلك هذه الطرق عموما القدرة على إنتاج أجهزة بطريقة متوازية وأرخص بكثير من الطرق التي تستخدم وسائل نزولية. ولكن يحتمل أن يحدث تشويش على هذا مع زيادة الحجم وتعقيد التجميع المطلوب.

## علم الأعصاب وعلم النفس

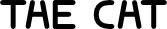
مثال على المعالجة النزولية: مع أن الحرف الثاني في كل كلمة غير واضح تماما فإن عملية المعالجة تسمح بتوضيح الحرف بناء على السياق.

يتم توظيف مصطلحي التصميم أيضا في علم الأعصاب وعلم الأعصاب الإدراكي وعلم النفس الإدراكي لمناقشة تدفق المعلومات أثناء عملية المعالجة. تعتبر مدخلات جهاز الإحساس من النوع الصعودي بينما تعتبر عمليات الإدراك الأعلى التي تحوي معلومات من مصادر أخرى من النوع النزولي. تميز عملية التصميم الصعودي عن طريق غياب الاتجاه ذي المستوى الأعلى في عملية الإحساس بينما يتم تمييز العملية التي تجري نزوليًا عن طريق اتجاه المستوى الأعلى لعملية الإحساس من خلال المزيد من الإدراك مثل الأهداف أو الغايات.
وفقا لملاحظات علم النفس التي كتبها د. تشارلز رامسكوف وهو بروفسور في علم النفس في كلية دي أنزا فإن كلا من روك ونيسير وجريغوري قد زعموا بأن الطريقة تتطلب إدراكا حيا وعملية بناء. إضافة إلى ذلك؛ فلا يمكن الحصول على هذه الطريقة مباشرة باستخدام مدخل محفز ولكنها نتيجة للتحفيز والفرضيات الداخلية وتفاعلات التوقع. حسب التخليق النظري فإنه «عند تقديم التحفيز فلا يمكن التأكد من القصر والوضوح مما يوفر تحفيزا ضبابيا فيصبح الإدراك حينها طريقة تعمل نزوليًا».
على النقيض من ذلك يعرف علم النفس المعالجة الصعودية بأنها عملية تدرج من العناصر المفردة وحتى المجموع كاملا. وفقا لرامسكوف وهو مؤيد لطريقة التصميم الصعودي يزعم غيبسون بأنها عملية تشمل الإدراك البصري الذي يحتاج معلومات يوفرها التحفيز الداني الذي ينتج عن التحفيز القاصي. يزعم التجميع النظري أيضا أن المعالجة الصعودية تحدث عندما «يتم تقديم المحفز لوقت طويل وبوضوح كاف».
معرفيا فإن عمليات معرفية معينة مثل ردود الفعل السريعة أو التمييز البصري السريع تعتبر عمليات من النوع الصعودي وذلك لأنها تعتمد ابتداء على معلومات حسية بينما تعتبر عمليات مثل التحكم بالجهاز الحركي والانتباه المباشر عمليات من النوع النزولي لأنها موجهة للهدف نفسه.
عند تناول الحديث من ناحية عصبية فإن بعض مناطق الدماغ مثل منطقة القشرة البصرية تمتلك غالبا اتصالات من الأسفل للأعلى. بينما مناطق أخرى مثل التلافيف المغزلية تمتلك مدخلات من مناطق الدماغ الأعلى وتعتبر ذات تأثير يعمل نزوليًا.
يمكن أن توفر دراسة الانتباه البصري مثالا على ذلك. إن وجهت انتباهك تجاه زهرة تنمو في حقل فقد يكون ذلك أن بسبب أن لونها أو شكلها بارزة بصريا. أن المعلومة التي سببت لفت انتباهك للزهرة قد وصلت إليك بطريقة صعودية. لم يكن تركيزك منوطا بمعرفة الزهرة نفسها فقد كان المؤثر الخارجي كافيا بحد ذاته.
قارن هذا الموقف بآخر حيث تقوم فيه أنت بالبحث عن زهرة فأنت تبحث في هذه الحالة عن شيء يجسد ما تبحث عنه. عندما ترى الكائن الذي تبحث عنه يصبح ملحوظا بالنسبة إليك وهذا مثال على كيفية استخدام معلومة من أعلى من أسفل.
تم تمييز طريقتين بخصوص التفكير من الناحية المعرفية أولاهما الطريقة التي تعمل نزوليًا (أو القطعة الكبيرة) ونمطيا هي البصيرة أو الشخص الذي يرى الصورة والنظرة الأكثر شمولا. يركز مثل هؤلاء الناس على الصورة الكبرى ويستمدون منها التفاصيل التي تدعم فكرتهم. أما طريقة التفكير المعرفي الصعودية (أو القطعة الصغرى) فهي أقرب إلى التركيز على التفاصيل ابتداء بدلا من المشهد كاملا، يمثل التعبير «رؤية الغابة من أجل الأشجار» كلا نمطي التفكير معا.

## التنظيم والإدارة
يستخدم مصطلحا النزولية والصعودية في ميداني التنظيم والإدارة للدلالة على كيفية صنع القرارات.
تعبر طريقة التصميم النزولي عن الوسيلة التي يتخذ بواسطتها الإداريون وصانعوا القرار سواء أكانوا منظمة أو أفرادا قرارا من نوع ما. وتنتقل هذه الطريقة تحت نفوذهم إلى المستويات الأدنى في التسلسل الهرمي والتي يتم تحديدها مداها بواسطتهم. على سبيل المثال؛ يعتبر الهيكل الذي تتم فيه الموافقة على القرارات من قبل المدير أو ممثليه المخولين بناء على توجيهات المدير المسبقة إدارة من نوع نزولي.
وتعمل طريقة الإدارة الصعودية ابتداء من قاعدة الحركة الشعبية والتي تعني عددا كبيرا من الناس يتعاونون سوية مما يسبب نشوء القرار من الجهود المشتركة بينهم. إن القرار الذي يتخذه عدد من الناشطين والطلاب أو ضحايا حدث ما ويحرضهم على اتخاذ فعل ما هو قرار صعودي.
تتضمن مظاهر طرق التصميم النزولي مدى فعاليتها ونظرة عامة رائعة للمستويات العليا كما ويمكن استيعاب الآثار الخارجية أيضا. في الجانب السلبي من الموضوع؛ إن انتشر تصور أن قرارت التقويم تملى من «الأعلى» فقد يكون من الصعب على المستويات الأدنى تقبلها. (مثال: Bresser Pereira, Maravall, and Przeworski 1993). وتدل الشواهد على صحة هذه المقولة بغض النظر عن محتوى الإصلاحات (مثال: Dubois 2002). وتسمح طريقة الإدارة من أعلى من أسفل بمزيد من التجريب وتحقيق شعور أفضل تجاه الحاجات الموجودة في الأسفل.

### تنظيم الدولة
يمكن العثور على كلا الطريقتين في تنظيم الدول ويتضمن هذا القرارات السياسية أيضا.
في المنظمات التي يعتمد تنظيمها على التصميم الصعودي مثل الوزارات والكيانات التابعة لها يتم تجهيز القرارات بواسطة خبراء في مجالهم يقومون بتعريف السياسة التي يعتقد بها انطلاقا من خبراتهم. إن لم يستطع الخبراء الوصول إلى حل وسط فإنهم يصعدون المشكلة إلى المستوى العلوي التالي من الهرم الذي يطلب فيه القرار وأخيرا؛ فقد يتوجب على المسؤول الأعلى اتخاذ القرار. إن المرؤوس يدين بالمعلومات لرئيسه فحين يتفق المرؤوسون على قرار أو موضوع ما فما على المسؤول إلا أن يعلن موافقته الشكلية عليه فقط.
من بين دول عديدة يوفر النظام السياسي الألماني واحدا من أكثر أشكال طرق التصميم الصعودي نقاء. يفرض القانون الاتحادي الألماني حول الخدمة العامة على أي مرؤوس استشارة ودعم الشخص الرئيس وبذلك فأن هذا المرؤوس-فقط- يجب عليه اتباع «الإرشادات العامة» لرؤسائه بحيث يتحمل المسؤولية كاملة عن تصرفه داخل المكتب ويتوجب عليه اتباع إجراء رسمي لتقديم شكوى في حالة الشك في شرعية أمر أصدر إليه. في كثير من الأحيان؛ يتوجب على السياسين الألمان ترك مكاتبهم في حالة ثبوت مزاعم بخصوص اتخاذ قرارات خاطئة بسبب رفضهم لرأي الخبراء المرؤوسين (عادة ما تسمى هذه الحالة بمقاومة beratungsr أو مقاومة الاستشارة بالألمانية).
يستند الأساس التاريخي لهذه الطريقة على حقيقة أنه خلال القرن التاسع عشر كان معظم السياسيين ينتمون لطبقة النبلاء الذين لم يتلقوا التعليم الكافي مما أجبرهم على الاعتماد على استشارة خبراء متعلمين والذين تمتعوا (خصوصا بعد إصلاحات Prussian لStein وHardenberg) بحالة من الاستقلال الشخصي والمادي ويعتبرون خبراء محايدين مثل الضباط (Beamte بالألمانية) (موظفو خدمة عامة يعملون تحت إمرة القانون العام).
يمكن العثور على طريقة مشابهة في قوانين الشرطة البريطانية حيث أن استحقاقات رجال الشرطة (الحقوق المفروضة لهم) منوطة برجل الشرطة شخصيا لا بالمؤسسة الإدارية للشرطة مما يؤدي إلى أن يكون الشرطي أو الشرطية مسؤولا بشكل كامل عن تصرفاته الشخصية في المكتب وشرعيته بشكل خاص أيضا. أدت الخبرة الخاصة بوجود نظامين دكتاتوريين في البلد إلى أنه بعد نهاية كل نظام نشأت دعوات للمسؤولية الشرعية عن «مساعد من المساعدين» (Helfershelfer) خاصة بهذه الأنظمة أدت بدورها إلى ظهور دعوات لمبدأ المسؤولية الشخصية لكل خبير عن أي قرار يتخذ مما يؤدي إلى تقوية طريقة العمل الصعودية ويستلزم مسؤولية عظمى من جانب الرؤساء.
على النقيض من ذلك؛ تعتمد الإدارة الفرنسية على طريقة التصميم النزولي بينما لا يتمتع موظفو الخدمة المدنية الأخرى بأي مهمة أخرى عدا تنفيذ قرارات رؤسائهم فقط. بما أن هؤلاء الرؤساء بحاجة إلى الاستشارة فإنها تأتي عن طريق أعضاء في الحكومة لكنهم يكونون مستقلين عن الكادر الوزاري العادي من حيث الكادر والمنظمة. إن هؤلاء الأعضاء الذين ليسوا أعضاء في الحكومة لا يحق لهم تقديم أي اقتراحات أو اتخاذ أي قرارات ذات بعد سياسي.
إن فائدة طريقة التصميم الصعودي تكمن في مستوى الخبرة التي يتم الحصول عليها مجتمعة مع تحفيز استقلالية أية خبرة خاصة بأي عضو من أعضاء الإدارة مما يؤدي إلى أن المسؤولية والاستقلالية في مجال المسوولية الشخصية. أما سيئة طريقة التصميم هذه فهي نقص التحكم الديموقراطي والشفافية مما يؤدي من وجهة نظر ديموقراطية إلى تأجيل الطاقة الفعلية لصنع السياسة إلى موظفين مدنيين مقنعين أو مجهولين حتى. قد لا تؤجل هذا التأثير حقيقة أن سياسيين معينين قد يكونون واجهة للقرارات الفعلية الصادرة من مرؤسيهم ولكن قد يقوي حقوقا برلمانية بخصوص التحكم والتأثير في الإجراءات القانونية (بما أنهم يتواجدون في مثال ألمانيا).
إن فائدة مبدأ التصميم النزولي هو أن المسؤوليات الإدارية والسياسية يتم فصلها بوضوح عن بعضهما وبأن مسؤولية الإخفاقات السياسية يمكن تحديدها مع صاحب المكتب ذي العلاقة. أما السيئات فهي أن النظام يشغل تعطيل تحفيز المرؤوسين الذين يكونون على دراية بأن أفكارهم التي تهدف لابتكار وسائل جديدة قد لا تلاقي ترحيبا بسبب موقعهم الوظيفي فقط وبأن صانعي القرار لن يمكنهم الاستفادة من مجال الخبرة الكاملة التي يجمعها المرؤوسون لهذا السبب.
غالبا ما تعمل الإدارات في الدكتاتوريات تبعا لطريقة تصميم نزولية محكمة بشكل تقليدي. بما أن موظفي الخدمة المدنية الذين يعملون تحت إمرة القيادة السياسية يمنعون من تقديم الاقتراحات فغالبا ما يعانون من نقص الخبرة التي يمكن أن يوفرها المرؤوسون مما يؤدي عادة إلى انهيار النظام بعد عدة عقود. تفضل معظم الدول الشيوعية التي تعتبر جمهورية الصين الشعبية مثالا عليها وضع تعريف إطار للنقد وتقرير المصير المسموح بهما من قبل المرؤوسين بما لا يؤثر على مذهب الدولة ولكن يسمح باستخدام المعرفة المهنية التي تقودها الخبرة وتطويعها لتصبح صالحة لاستخدامها من قبل الأشخاص صانعي القرار في المكتب.

### الصحة العامة
تتواجد كلا الطريقتان في الصحة العامة. هناك أمثلة عدة للبرامج النزولية غالبا ما تديرها الحكومات أو المنظمات الدولية (IGOs) وكثيرا ما يكون عديد منها متخصصا بالأمراض أو القضايا مثل مراقبة الإيدز أو استئصال الجدري. تتضمن البرامج التي تعمل بطريقة نزولية العديد من المنظمات غير الحكومية الصغيرة التي يتم إنشاؤها لتحسين الوصول المحلي إلى الرعاية الصحية. على أي حال؛ تسعى الكثير من البرامج إلى دمج كلا الطريقتين ففي حالة استئصال داء التنينات مثلا فقد اشترك برنامج دولي للمرض المفرد يديره مركز كارتر حاليا في تدريب العديد من المتطوعين المحليين مما يزيد من سعة طريقة التصميم الصعودي ويمتلك المركز برامجا دولية للنظافة والصرف الصحي والوصول إلى خدمات الرعاية الصحية الأساسية.

## العمارة
غالبا ما يقال بأن مدرسة الفنون الجميلة الفرنسية للتصميم قد روجت بالأساس لطريقة التصميم النزولي وذلك لأنها تدرس أهمية أن يرتكز التصميم على فكرة وخطة رئيسية ترسم المشروع كاملا.
وعلى النقيض من ذلك؛ ركزت مدرسة باوهاوس الألمانية على التصميم الصعودي. وتجلت هذه الطريقة ذاتها في دراسة ترجمة الأنظمة التنظيمية صغيرة الحجم إلى حجم أكبر وأكثر معمارية (كما في حالة نحت لوحات الخشب وتصميم الأثاث).

## الإيكولوجية
في علم البيئة يشير مصطلح التحكم النزولي إلى تحكم المفترس الأعلى أو التجمع الحيوي للنظام البيئي. تعد غابات أعشاب البحر مثالا كلاسيكيا على الأنظمة البيئية، ففي مثل هذه الأنظمة تعد كلاب البحر مفترسا يتبع للأنواع الرئيسية تفترس القنافذ البحرية التي تأكل بدورها أعشاب البحر. عند إزالة كلاب البحر يزداد نمو تجمعات القنافذ البحرية مما يقلل من وجود غابات أعشاب البحر مؤديا إلى تشكل مساحات جدباء. وبكلمة أخرى فإن مثل هذه الأنظمة لا يتم التحكم به عن طريق إنتاجية أعشاب البحر، بل عن طريق المفترس الأعلى.
يدل التحكم الصعودي في الأنظمة البيئية على الأنظمة التي يتحكم فيها توريد المواد الغذائية والإنتاجية ونوع المنتجات الرئيسية (النباتات والعوالق النباتية) بهيكل النظام البيئي. يمكن اعتبار كيفية التحكم بتوافر المواد الغذائية بواسطة العوالق مثالا على ذلك. تميل تجمعات العوالق لأن تكون أعلى وأكثر تعقيدا في المناطق التي تقوم فيها الموجات المتقلبة بجلب المواد الغذائية إلى السطح.
توجد أمثلة مختلفة عديدة على هذه المفاهيم ولكن ليس من غير المألوف أن تتأثر التجمعات بكلا نوعي التحكم.